# خان ملک کیانی
محمدعلی خان کیانی معروف به خان ملک کیانی، نواده ملک محمود سیستانی از خاندان کیانی بود، این خاندان که تاریخ خواسته یا ناخواسته آنها را از اولاد صفاری و از سلسله ملوک مهربانی که در سال (۶۳۳ ه‍.ق) تشکیل شد و توانست بیش از ۷۰۰ سال بر این خطه حکمرانی کند و اگرچه قدرت این خاندان با مرگ ملک جلال‌الدین درسال (۱۲۷۳ه‍.ق) رو به افول گذاشت.
و باز اگرچه خان ملک دیگر مانند اجداد خود قدرت کاملی برای مقابله با حوادث نداشت زیر دوران زندگی خان ملک مصادف با حکومت رضاشاه و پایان یافتن حکومت ملوک الطوایفی و محلی در ایران بود ولی همیشه سعی داشت نام ایران، سیستان و خاطره کیانیان را سر افراز نگهدارد. در هرحال اورا مردی دلیر شجاع و مهربان معرفی می‌کنند، زمانیکه خان ملک در زندان رضاشاه بود سفیر وقت افغانستان از او خواسته بود برای آزادی از زندان تابعیت دولت افغانستان را قبول کند ولی او زیر بارنرفته بود.
گویند روزی یکی از سرداران محلی از جایی عبور می‌کرد و برای نشان دادن شوکت خود یکی از خادمانش جلوی اسبش اردل می‌داد (می‌دوید) وقتی خان ملک این وضع را دید دلش به حال همشهری‌اش سوخت و سردار را از اسب پیاده و خادم را سوار بر اسب کرد و دستور داد تا سردار جلو اسب خادم بدود با اینکار جلوی بعضی از سنت‌های غلط را می‌گرفت.

## سردار خان ملک کیانی و افغان‌ها
خان ملک از جمله کسانی بود که به معاهدهٔ پاریس در مورد حقابهٔ ایران از هیرمند به شدت معترض بود.
ایشان وقتی متوجه شد افغان‌ها در محل مارونگی سد احداث کرده‌اند به تهران تلگرافی با این مضمون زد:
اکنون که دولت از عهدهٔ تأمین آب سیستان بر نمی‌آید، ما خود به اتفاق سیستانیان تا قندهار پیش می‌رویم.
او همچنین دستور داد از هر طایفهٔ سیستانی یک‌صد سوار مسلح همراه با سر طایفهٔ خود حضور یابند.
همچنین خان ملک برای دومین بار بی‌نیاز از دولت سد گزی افغانستان را که سیستان را به بی‌آبی مبتلا کرده بود آتش زد.

## شجره نامه خان ملک کیانی
کیخسرو---بهمن—سلیمان—فرقد –لیث--- علی (برادر یعقوب لیث)- محمد— ابی جعفر—خلف—محمد—احمد—خلف - ابو حفیص---احمد—ناصر – بهاءالدین ظاهر—مهربان (شهریار)- مسعود—مبارزالدین ابوالفتح--- ناصرالدین محمد—شاه نصرت –شاهزاده محمد—شاه علی- شاه محمد الحاجی—شاه نصرت (شاه نصرالدین)-شاه ابو سعید—شاه ابو اسحاق—شاه حیدر—ملک محمود—جلال‌الدین محمود خان—ابوالفتح--- نصرت خان—فتعلی خان ---شاه محمود –ملک رستم خان—محمد خان – ملک خان—که دارای سه پسر ویک دختر بود که پسران به نام‌های ۱-محمد امیر خان ۲- منصور خان ۳- ملک محمد علی خان یا خان ملک
.